# Onna-musha
Onna-musha (女武者?   mujer guerrera), es un reducido grupo de mujeres que desarrollaron actividades bélicas como samuráis en el Japón feudal. Miembros de la clase bushi (guerrero), eran entrenadas en el uso de armas para proteger su casa, familia y honor en tiempos de guerra. A pesar de su escaso número representan una importante e icónica presencia en el antiguo Japón. La emperatriz Jingu, Tomoe Gozen, Nakano Takeko y Hojo Masako son los exponentes más característicos de este grupo.

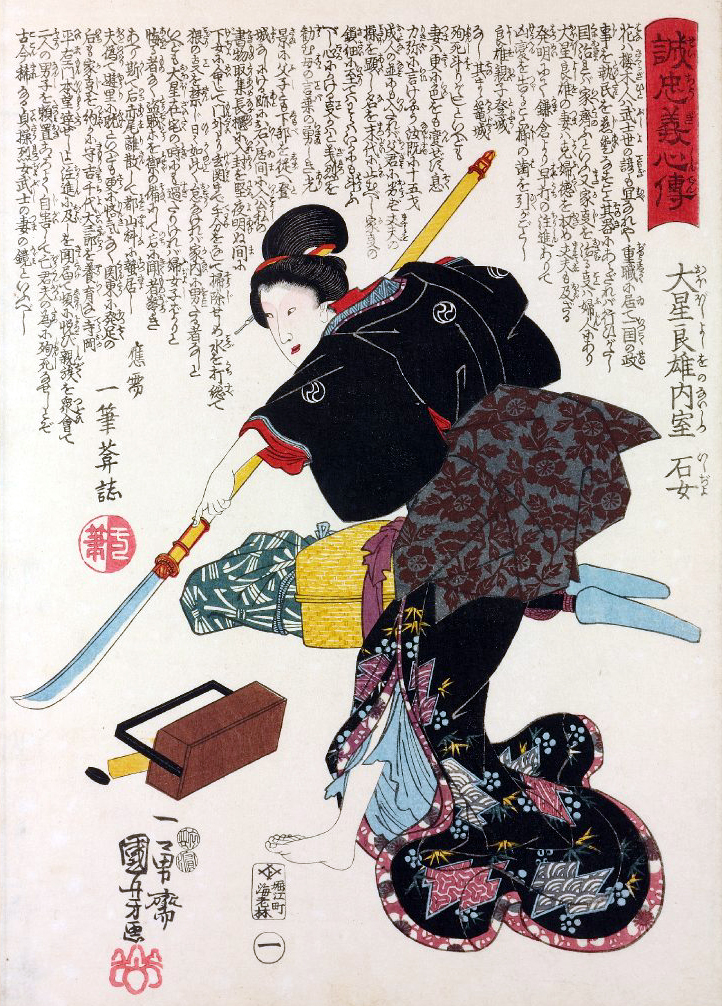
Kuniyoshi Utagawa con naginata.

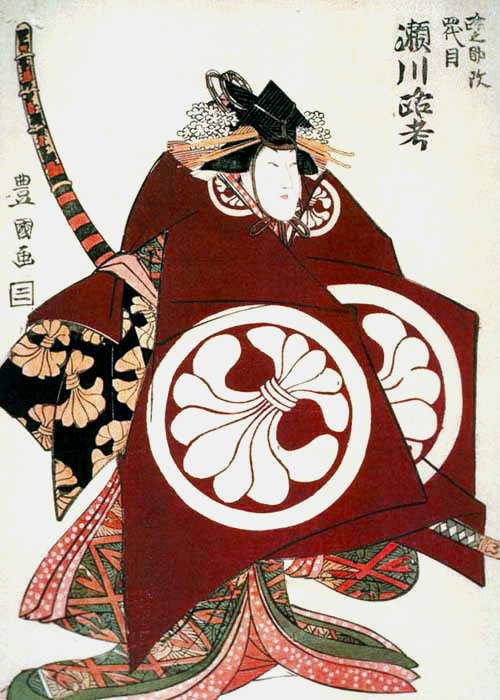
Tomoe Gozen.

Las onna-musha empleaban como arma más habitual la naginata, una variedad de lanza de hoja curva de gran versatilidad. La preferían sobre todo por su longitud, que permitía compensar la mayor fuerza y tamaño corporal de oponentes masculinos, manteniéndolos a distancia. Además, de forma similar al yari, la naginata es muy efectiva en pelea mano a mano y relativamente eficiente contra la caballería. A través de su uso por muchas mujeres samuráis legendarias, la naginata se ha convertido en uno de los símbolos icónicos de la mujer guerrera. Durante el periodo Edo, muchas de las escuelas centradas en el uso de la naginata fueron creadas y mantenidas por mujeres. 
Además de la naginata, las onna-musha empleaban también armas a distancia como el arco y las flechas, ya que las ventajas masculinas tradicionales como la fuerza física cuentan mucho menos en el combate a distancia.